# بونيرة صغيرة داروينية
البونيرة الصغيرة الداروينية (الاسم العلمي:Parvaponera darwinii) هي نوع من الحشرات تتبع الجنس البونيرة الصغيرة من فصيلة النمليات.